# Авдеев, Олег Тихонович
Олег Тихонович Авде́ев (бел. Алег Ціханавіч Аўдзееў; 15 июня 1926, Ленинград — 8 января 2025, Минск) — советский кинооператор художественных фильмов киностудии «Беларусьфильм». Заслуженный работник культуры Белорусской ССР (1976).

## Биография
Родился 15 июня 1926 года.
В 1955 году окончил ВГИК, учился у А. В. Гальперина и Э. К. Тиссэ.
С 1956 года — оператор киностудии «Беларусьфильм».
Умер 8 января 2025 года в Минске в возрасте 98 лет.

## Фильмография

### Второй оператор
- 1956 — Миколка-паровоз

### оператор-постановщик
- 1959 — Любовью надо дорожить
- 1959 — Девочка ищет отца
- 1961 — Рассказы о юности
- 1961 — День, когда исполняется 30 лет
- 1964 — Криницы
- 1966 — Чужое имя
- 1968 — Стрекозиные крылья
- 1969 — Сотвори бой
- 1970 — Нечаянная любовь
- 1972 — Золотое крыльцо
- 1973 — Парашюты на деревьях
- 1975 — Маленький сержант
- 1975 — Волчья стая
- 1976 — Легко быть добрым
- 1978 — Дожди по всей территории
- 1980 — За тремя волоками
- 1981 — Дочь командира
- 1983 — Конец бабьего лета
- 1985 — Тревоги первых птиц
- 1987 — Хотите — любите, хотите — нет…
- 1993 — Роман императора
- 1994 — Крест милосердия